# Karlo Calcina
Karlo Calcina Zúñiga (Arequipa, departamento de Arequipa, 3 de marzo de 1984) es un exfutbolista y entrenador peruano. Juega de centrocampista y actualmente dirige a Juventud Progreso en la Copa Perú. Tiene 41 años.

## Clubes
| Club                 | País | Año         |
| -------------------- | ---- | ----------- |
| Sporting Cristal "B" | Perú | 2000 - 2003 |
| Sporting Cristal     | Perú | 2003        |
| Atlético Universidad | Perú | 2004 - 2005 |
| FBC Melgar           | Perú | 2006 - 2008 |
| Cobresol             | Perú | 2009        |
| FBC Melgar           | Perú | 2010 - 2013 |
| José Gálvez          | Perú | 2014        |
| San Simón            | Perú | 2014        |